# Скотина (дем Дион-Олимп)
Вижте пояснителната страница за други значения на Скотина.
Скотина (на гръцки: Σκοτίνα, до 1965 година  Σκοτινιώτικα, Скотиниотика) е село в Егейска Македония, Гърция, дем Дион-Олимп в административна област Централна Македония.

## Местоположение
Селото се намира на 142 m надморска височина, на около 10 km южно от демовия център Литохоро и на 32 km от Катерини, в подножието на планината Олимп.

## История
Северозападно от селото са развалините на античния град Либетра.
Селището е основано от жители на планинското село Скотина. Регистрирано е за пръв път в преброяването от 1940 година като Скотиниотика, тоест Скотинско. В 1965 година Скотиниотика е прекръстено на Скотина, а Скотина на Ано Скотина, тоест Горна Скотина.
Населението традиционно произвежда жито и картофи и се занимава частично и със скотовъдство. В селото има църква „Свети Георги“.
| Година    | 1913 | 1920 | 1928 | 1940 | 1951 | 1961 | 1971 | 1981 | 1991 | 2001 | 2011 | 2021 |
| --------- | ---- | ---- | ---- | ---- | ---- | ---- | ---- | ---- | ---- | ---- | ---- | ---- |
| Население |      |      |      | 640  | 1159 | 1257 | 1110 | 1017 | 967  | 957  | 883  | 753  |

## Личности
Родени в Скотина
- Калиник Александрийски (1800 – 1889), гръцки духовник, александрийски патриарх
- Николаос Ципурас Стилос (1860 – 1932), гръцки военен и андартски деец